# Panem et circenses
Der Ausdruck panem et circenses (lat. [ˈpaːnẽːm ɛt kɪrˈkẽːseːs], Akkusativ von panis et circenses) stammt vom römischen Dichter Juvenal. Er bedeutet „Brot und Zirkusspiele“. Juvenal kritisierte in seiner Satire, dass das römische Volk in der Zeit des Prinzipats, entmachtet von den Kaisern Augustus, unter dem die Wahlen der Magistrate zur bloßen Formalität verkamen, und Tiberius, der sie völlig dem Volk entzog und dem Senat übertrug, sich nicht mehr für Politik interessiert und nur noch diese beiden Dinge gewünscht habe: Brot und Spiele. Stattdessen wird in der wissenschaftlichen Literatur die Ansicht vertreten, bereits in der Zeit der späten Republik hätten die Wähler panem et circenses erwartet und sich, auf diese Weise bestochen, zur entsprechenden Stimmabgabe bei den Magistratswahlen verleiten lassen.
Auch Fronto berichtet von Kaiser Trajan, dieser habe Massenunterhaltungen besonders gepflegt, in der festen Meinung, „dass das römische Volk insbesondere durch zwei Dinge, Getreide und Schauspiele, sich im Bann halten lasse“ (populum Romanum duabus praecipue rebus, annona et spectaculis, teneri). Dion von Prusa wirft den Einwohnern Alexandrias vor, sie seien nur noch auf Brot und Wagenrennen fixiert.

## Antike
Schon zu Zeiten der römischen Republik wurde vom Senat für Bürger Roms extrem verbilligtes, teils sogar kostenloses Getreide zur Verfügung gestellt. Dies hatte den Zweck, die Masse der Armen, den größeren Teil der Plebs, des römischen Volkes, zumindest so weit zu versorgen, dass sie keine Aufstände starteten. Zugleich wurden oft von vermögenden Adeligen Zirkus- und Gladiatorenspiele veranstaltet, die von jedem Bürger kostenlos besucht werden konnten. Erfolgreiche Politiker wie z. B. Julius Caesar sicherten sich Stimmen bei den regelmäßigen Wahlen, indem sie einerseits große Mengen an Nahrung verschenkten und andererseits besonders prächtige und unterhaltsame Spiele veranstalteten. Dies sorgte dann dafür, dass der jeweilige Politiker gewählt wurde. Durch diese „Steuerung“ sorgten die Bürger einerseits für immer mehr Unterhaltung und kostenlose Nahrung, andererseits wurde ein Amt damit mehr oder weniger käuflich.

## Heutige Bedeutung
Der Ausdruck bezeichnet auch heute noch die Strategie politischer (oder ökonomischer) Machthaber, das Volk mit Wahlgeschenken und eindrucksvoll inszenierten Großereignissen bzw. durch die Hinlenkung zu Konsumismus von wirtschaftlichen oder politischen Realitäten, Zielen oder Problemen abzulenken. Das Wortpaar Brot und Spiele kritisiert eine abgestumpfte Gesellschaft, deren Interesse über elementare Bedürfnisse und „niedere Gelüste“ nicht hinausgeht. Die massive Ausweitung der Sportberichterstattung führt z. B. dazu, dass wichtige politische oder gesellschaftliche Fragen in den Medien in den Hintergrund gedrängt werden.
Ebenso dient er in selbstironischer Bedeutung als Name verschiedener Veranstaltungen, Organisationen und Medien im Bereich Unterhaltung und Spiel. Bezug darauf nahm die amerikanische Autorin Suzanne Collins in ihrer dystopischen Romanreihe Die Tribute von Panem (Original: The Hunger Games, erschienen 2008 bis 2010), von der weltweit über 100 Millionen Bücher verkauft wurden.

## Weblink
- Römische Quelle